# Modrany
Modrany est un village de Slovaquie situé dans la région de Nitra.

## Histoire
Première mention écrite du village en 1205.

## Démographie

### Évolution de la population
| Année:               | 1994. | 2004.   | 2014.   | 2024.   |
| -------------------- | ----- | ------- | ------- | ------- |
| Nombre de personnes: | 1408  | 1461    | 1407    | 1280    |
| Différence:          |       | +3,76 % | -3,69 % | -9,02 % |

| Année:               | 2023. | 2024.   |
| -------------------- | ----- | ------- |
| Nombre de personnes: | 1282  | 1280    |
| Différence:          |       | -0,15 % |